# Міхай Емінеску
Міха́й Еміне́ску (рум. Mihai Eminescu, МФА: [mi'haj e.mi'nes.ku]; справжнє прізвище Емін, пізніше — Емінович (Eminovici); нар. 15 січня 1850, Ботошані, Молдовське князівство — пом. 15 червня 1889, Бухарест, Румунія) — румунський поет, публіцист, громадсько-культурний діяч, класик румунської літератури. Посмертно обраний членом Румунської академії наук.

## Життєпис

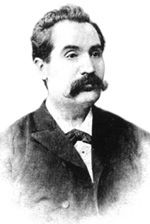
Останнє фото, 1887—1888

Міхай Емінеску народився 15 січня 1850 року в румунському місті Ботошані, що на той час входило до складу Молдовського князівства. Його юні роки пов'язані зі столицею Буковини — Чернівцями. У 1860—1866 роках із перервами навчався в Чернівецькій вищій гімназії. Тут він написав свій перший вірш, присвятивши його пам'яті улюбленого гімназійного учителя румунської словесності Арона Пумнула, учасника революції 1848.
Емінеску певний час служив у бухарестському театрі, був вільним слухачем Віденського університету. Був активним учасником студентського гуртка «Молода Румунія» у Відні. Два роки прожив у Берліні, де прослухав університетський цикл лекцій із філософії та політичної економії.
Повернувшись на батьківщину, змушений був поневірятися провінційними містами й містечками. Із безлічі написаного — прози і поезії — лише дещиця побачила світ у різних періодичних виданнях та колективних збірниках. Єдину прижиттєву книжку віршів опубліковано лише 1883 року.
Невлаштований побут, виснажлива праця, гостре сприйняття соціальної несправедливості, слабке здоров'я призвели до нервового зриву і тяжкого душевного захворювання Емінеску.

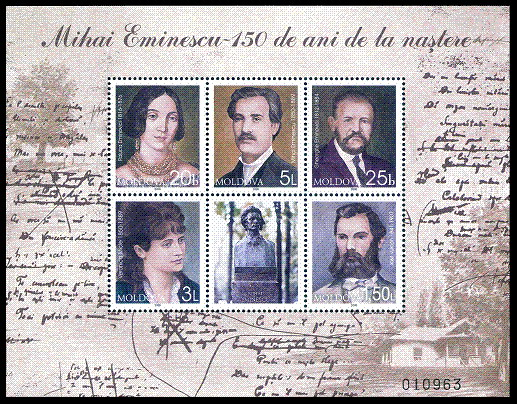
Родина

## Творчість

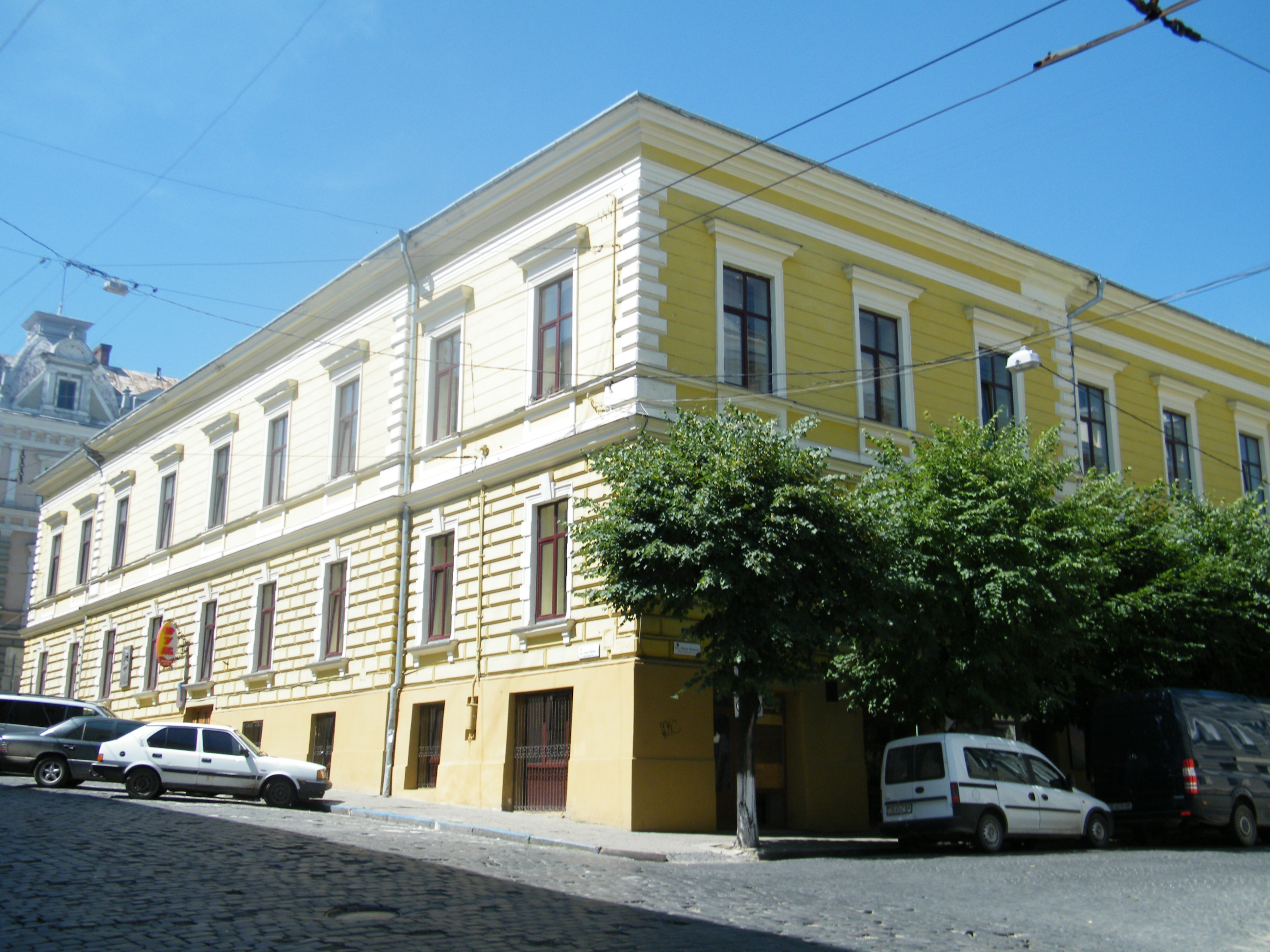
Гімназія у Чернівцях, де навчався Міхай Емінеску

Міхай Емінеску автор багатьох поетичних, прозових і публіцистичних творів, статей, записів румунського фольклору.
Поезія Емінеску перейнята революційним, громадянським пафосом, роздумами про сутність історії та людського буття. Це особливо переконливо засвідчили його поеми «Епігони», «Memento mori», «Імператор і пролетар». П'ять «Послань» — один із взірців патріотичної і водночас сатиричної лірики, яка особливо гостро сприймалась патріотично налаштованою молоддю. Поета вважають «цілісним вираженням румунської душі», «квінтесенцією румунського духу», оборонцем румунської мови. Тудор Аргезі стверджував: «Емінеску, певним чином, — пречистий святий румунського вірша».
Завдяки самоосвіті він володів глибокими і різноманітними знаннями. Вивчав філософію Платона, Фрідріха Шеллінга й Артура Шопенгауера, релігійні віровчення — християнство, буддизм і конфуціанство, санскритську граматику. Цікавився політичною економією, правом, географією, філологією, етнографією. Переклав румунською мовою «Критику чистого розуму» Іммануїла Канта.

## Емінеску та Україна
Юні роки Міхая Емінеску пов'язані зі столицею Буковини — Чернівцями. В 1860-66 рр. з перервами навчався в Чернівецькій вищій гімназії.
В 1989 з нагоди 100-річчя з дня смерті Емінеску у СШ №1 відкрита кімната-музей. У тому ж році на подвір'ї колишнього особняка, де проживав професор Пумнул і на квартирі якого жив поет, відкрито пам'ятник Міхаю Емінеску.
Він прихильно ставився до української культури, знав українську мову, високо цінував творчість Михайла Драгоманова та Івана Франка, тепло привітав першу українську газету в Чернівцях «Буковинська зоря» (1870). 1885 року лікувався в Одесі, бував у Львові.

## Вшанування пам'яті
У більшості містах Румунії та Молдови є вулиця Міхая Емінеску.
Вулиця Емінеску є у місті Львів. Також вулиця Емінеску є у місті Чернівці.
У місті Одеса провулок Канатний перейменували на провулок Міхая Емінеску.
У місті Ужгород вулицю Донську перейменували на вулиця Міхая Емінеску.

## Українські переклади
- Поезії: пер. з рум. / М. Емінеску; вступ. ст., упоряд.: А. М'ястківський; приміт.: С. В. Семчинський. — Київ: Дніпро, 1974. — 253 с. — (Перлини світової лірики).
- Зневірений дух: повісті, новели, казки: пер. з рум. / М. Емінеску; передм. та приміт.: С. В. Семчинський; ред.: А. Чердаклі. — Київ: Дніпро, 1989. — 255 с. — (Вершини світового письменства ; Т. 66).
- Лучафер / М. Емінеску; пер. з рум.: С. С. Стриженюк.— Одеса: Маяк, 2001.— 109 с.: іл.— Парал. текст: укр., рум.

## Галерея

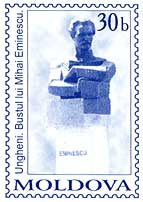
Бюст Емінеску на поштовій марці (2003)
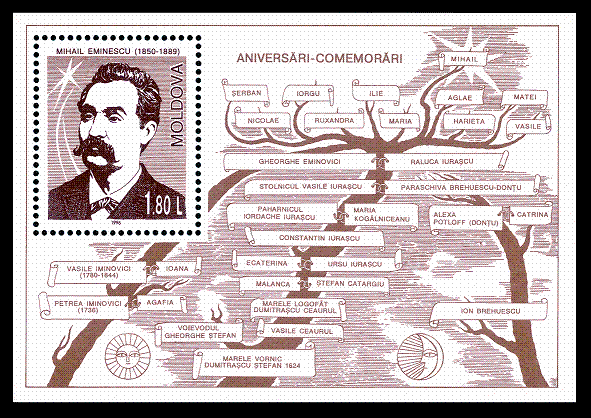
Поштова марка (1995)
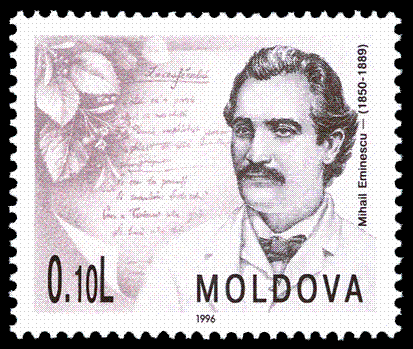
Поштова марка (1996)
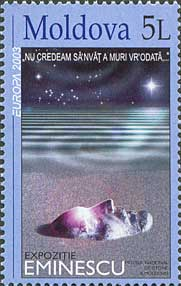
Поштова марка (2003)

|        |
| Дрокія |

|        |
| Бельці |

|        |
| Бельці |

|          |
| Синжерея |

|        |
| Сороки |

|          |
| Флорешти |

## Зображення на банкнотах

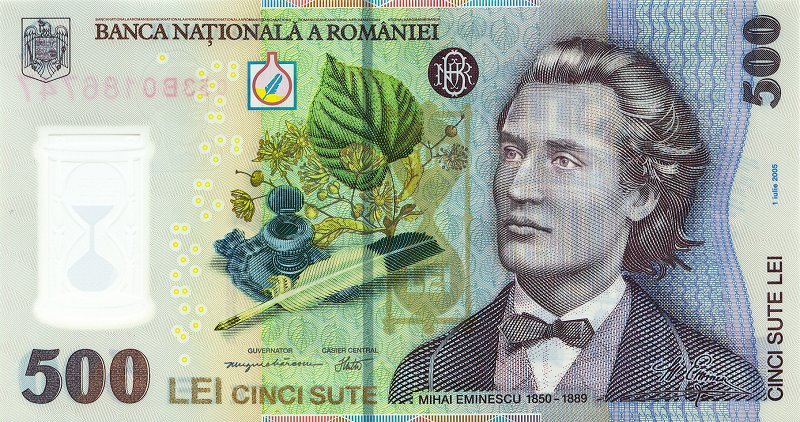
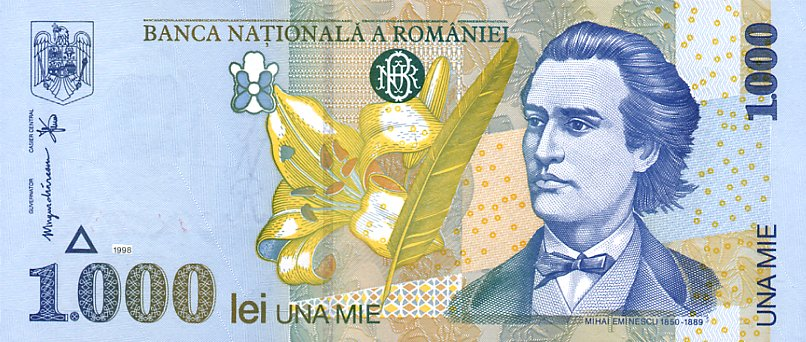
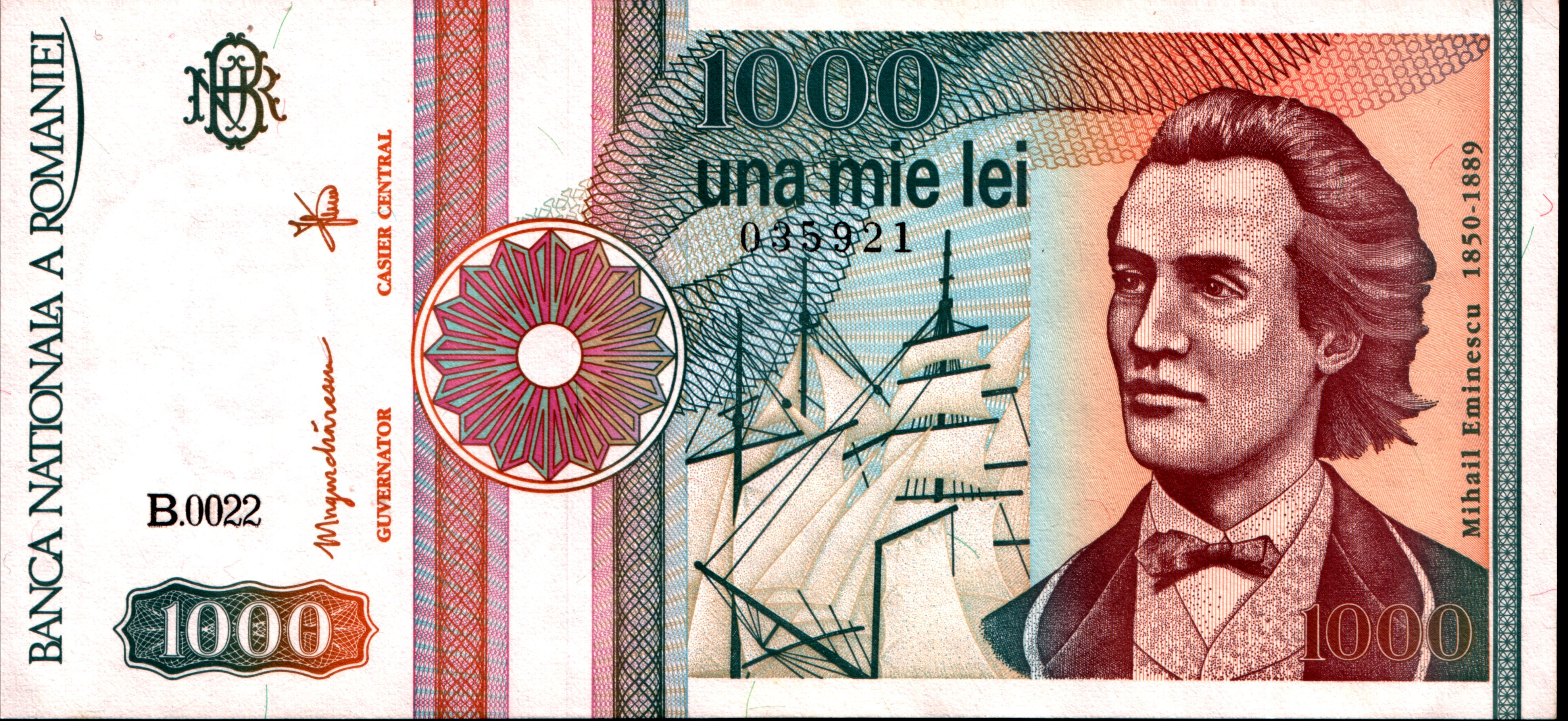
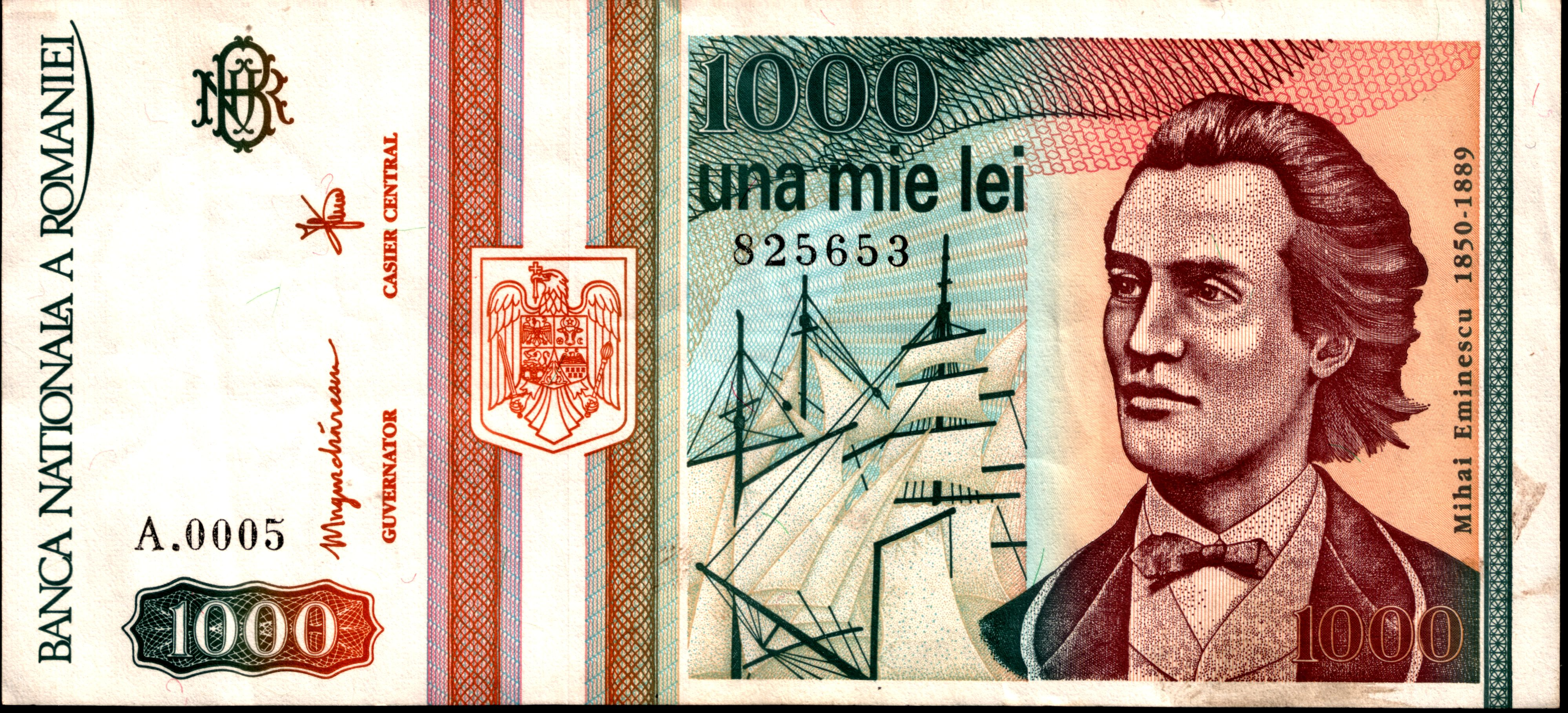

## Пам'ятники та меморіальні дошки

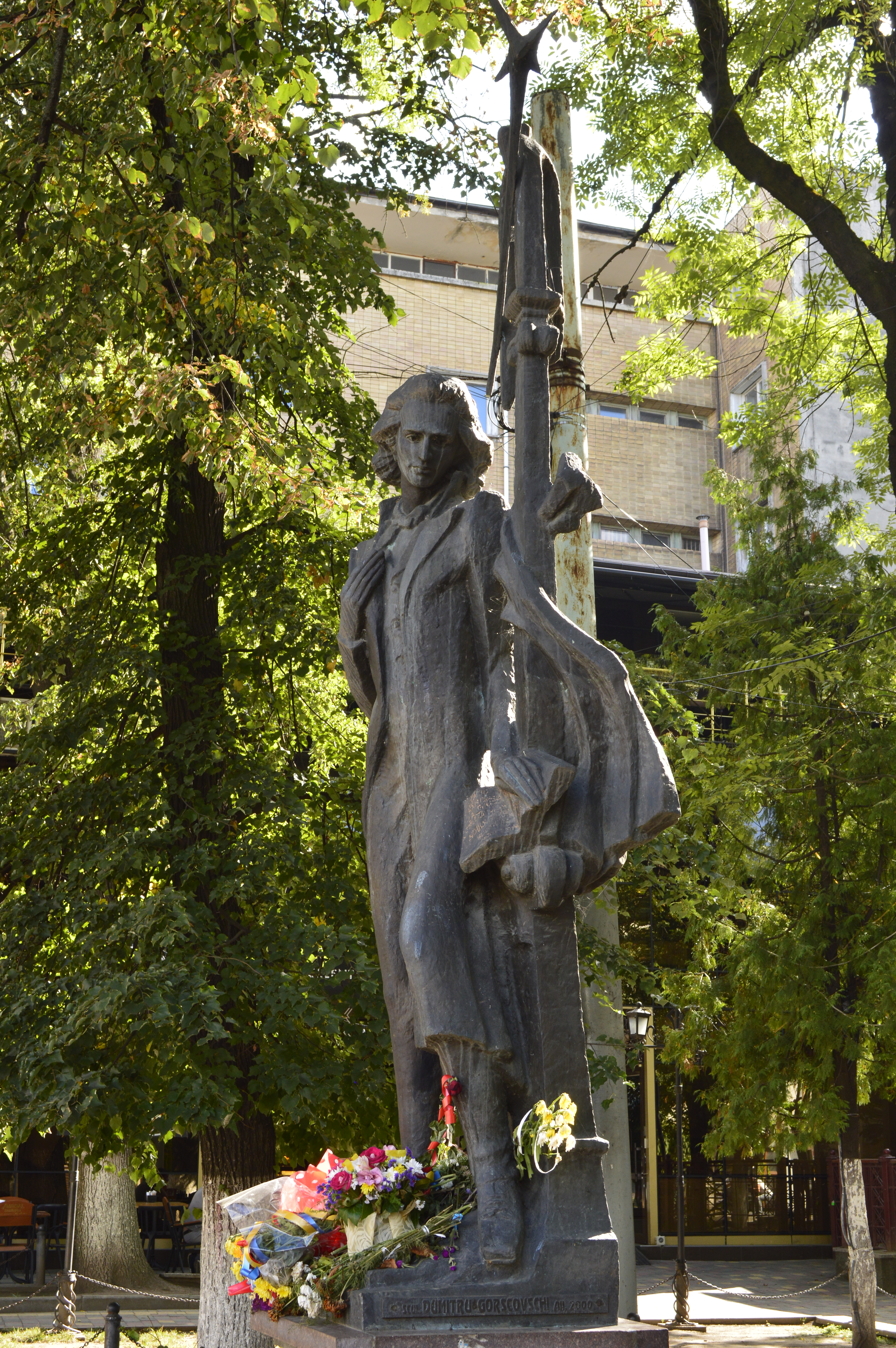
Пам'ятник у місті Чернівці
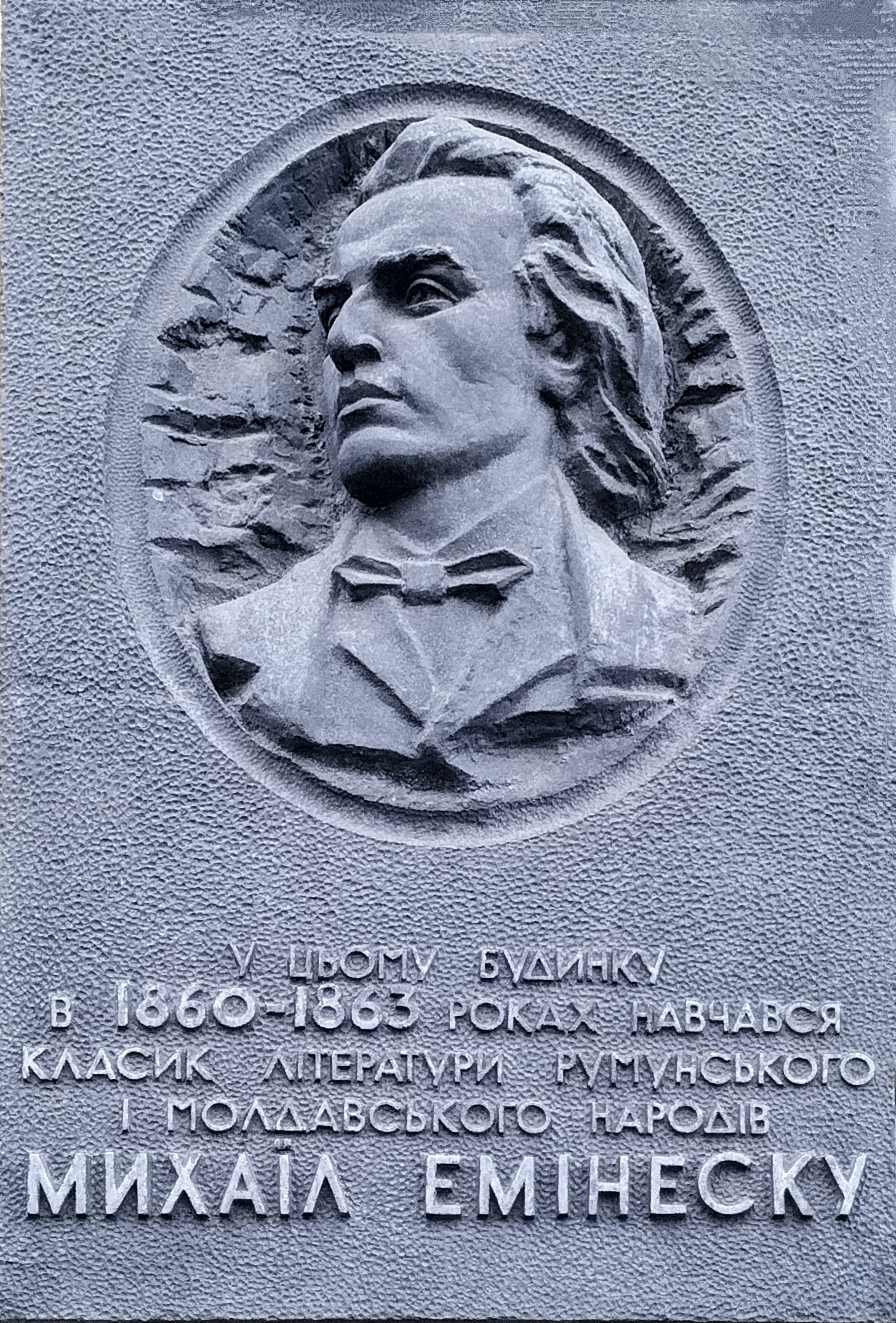
Меморіальна дошка у Чернівцях
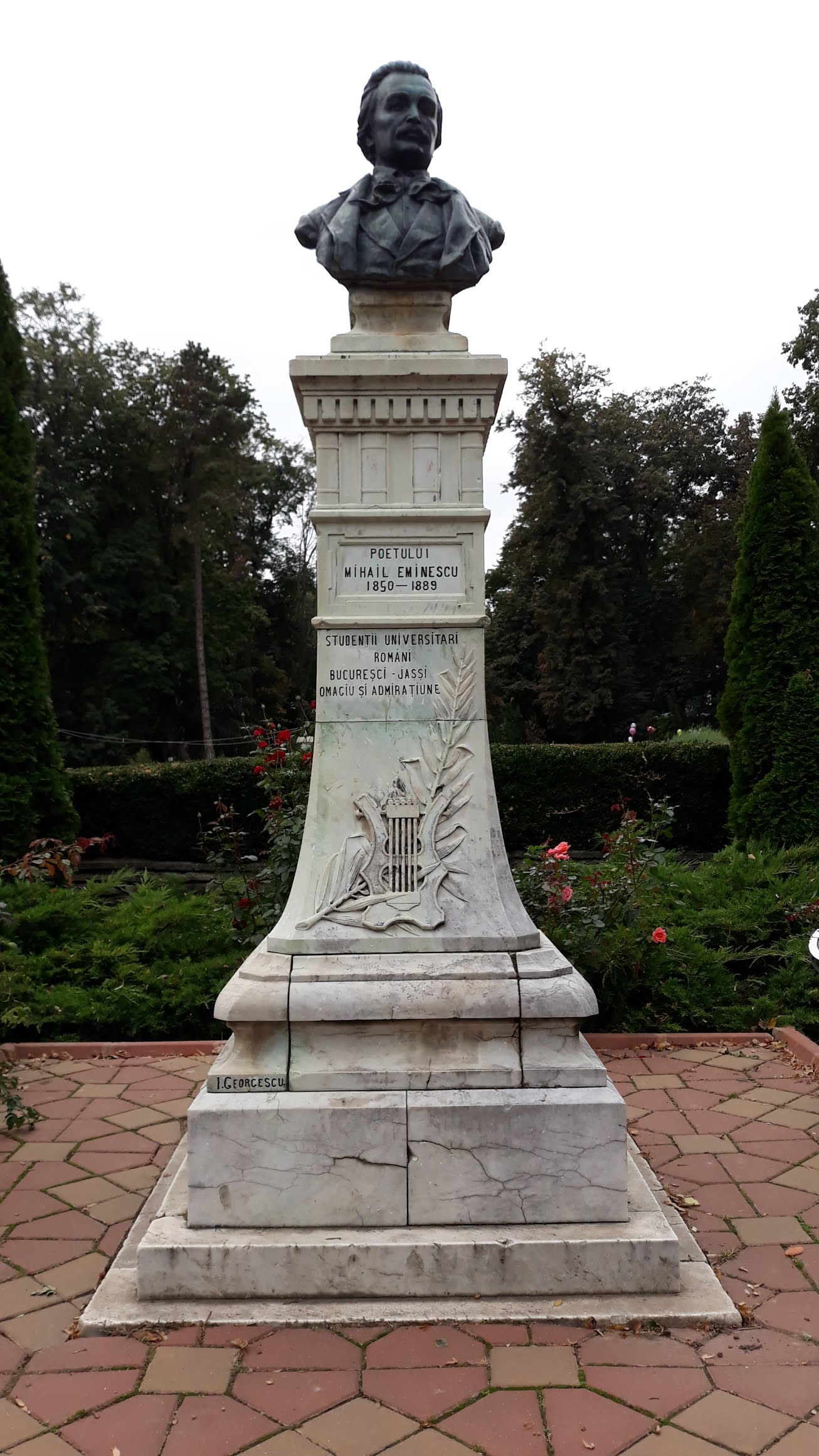
Погруддя у місті Ботошані (Румунія)
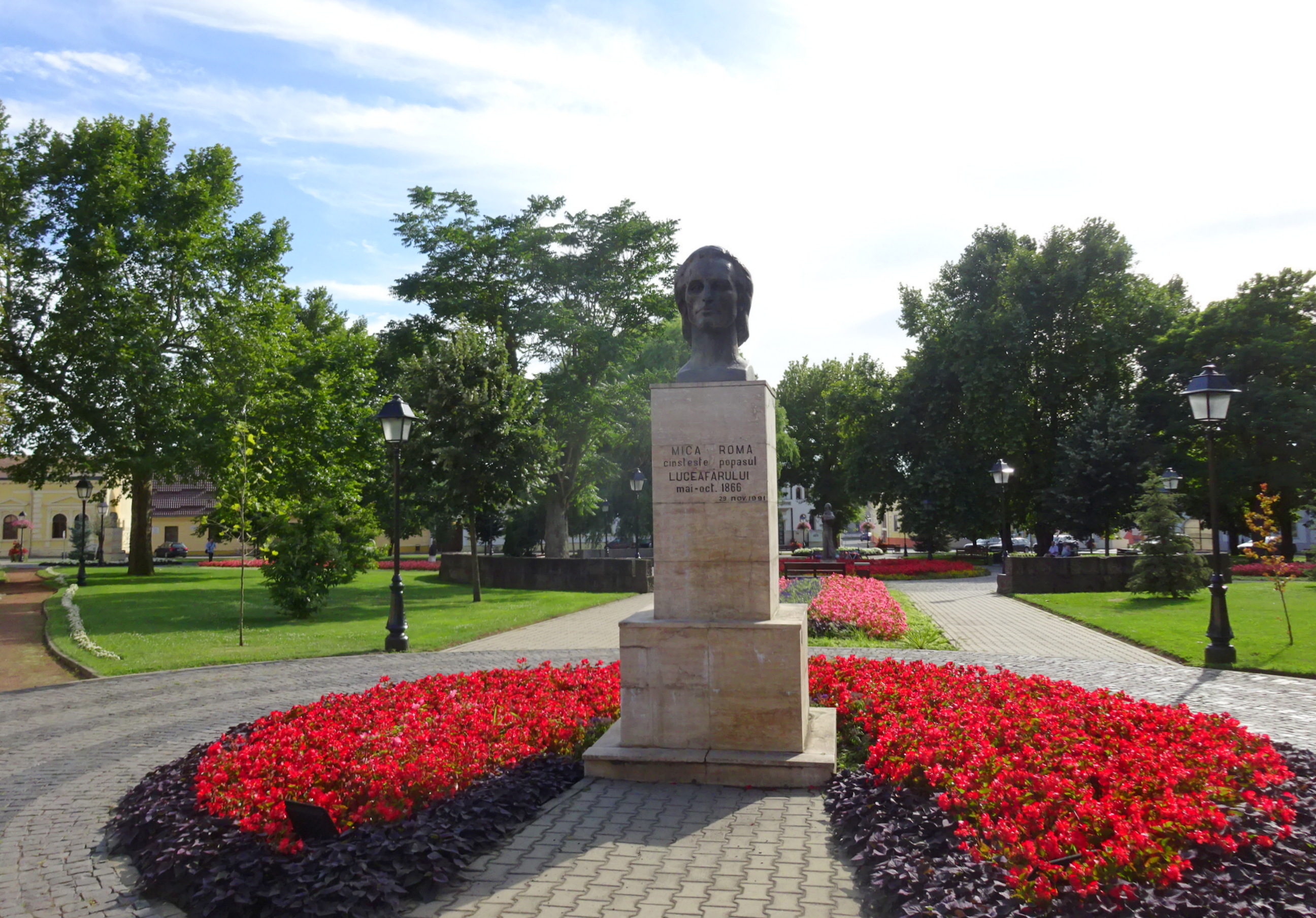
Погруддя у місті Блаж (Румунія)
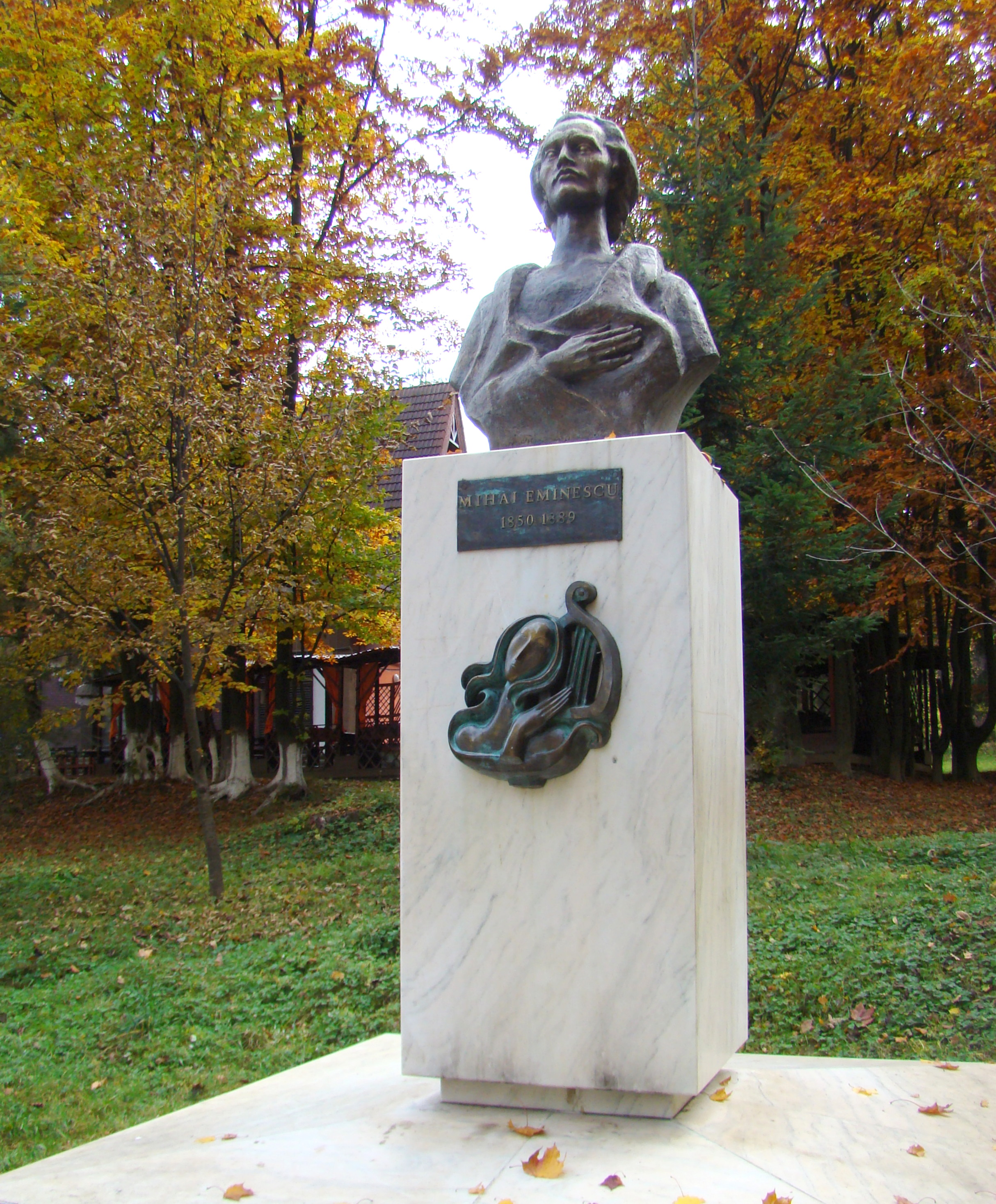
Погруддя у селі Ватра-Дорней (Румунія)
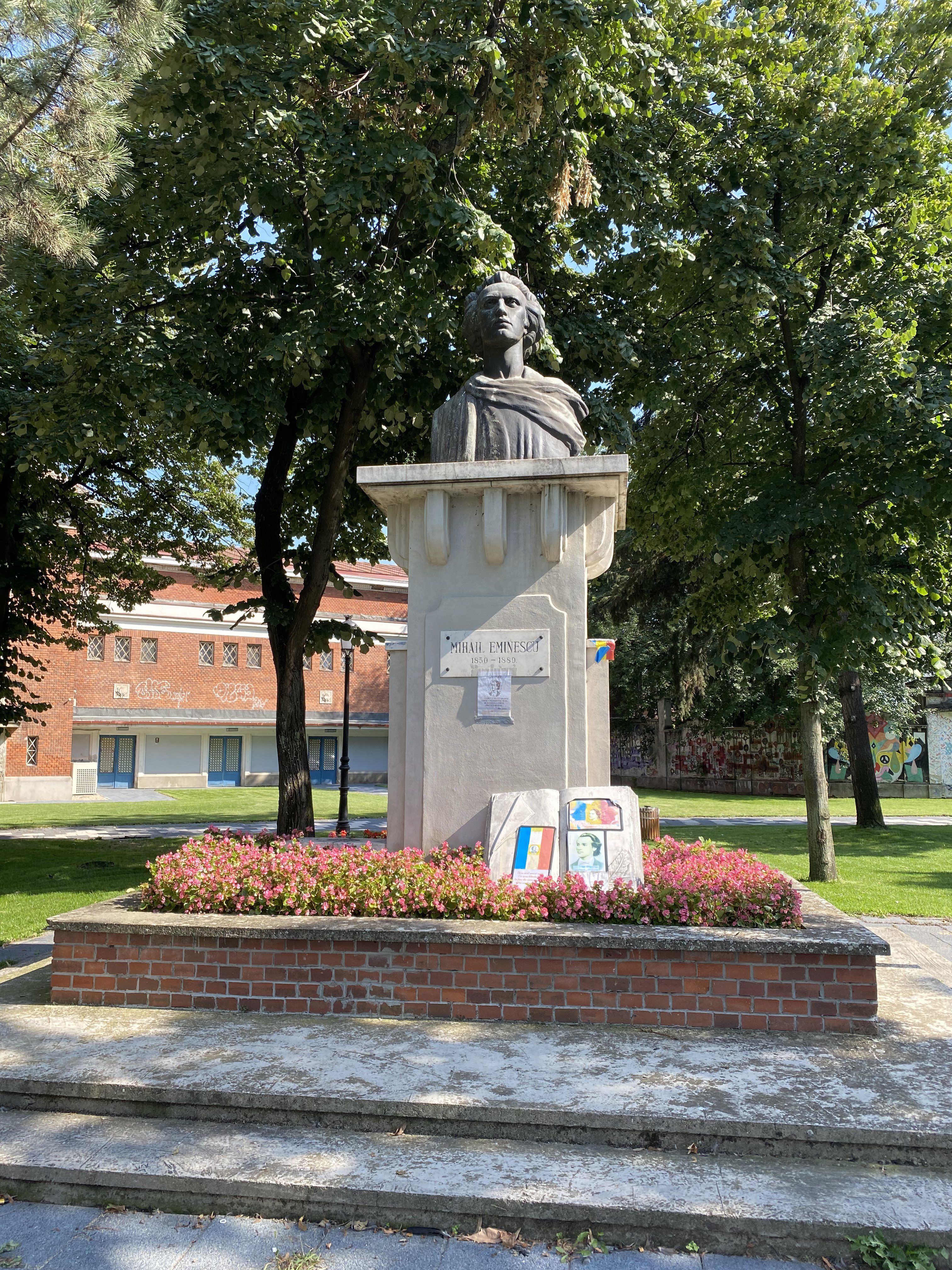
Погруддя у місті Тімішоара (Румунія)